# Antiochides
Les Antiochides  (en grec ancien Ἀντιοχίς) sont la dixième des tribus attiques créées par les réformes de Clisthène.

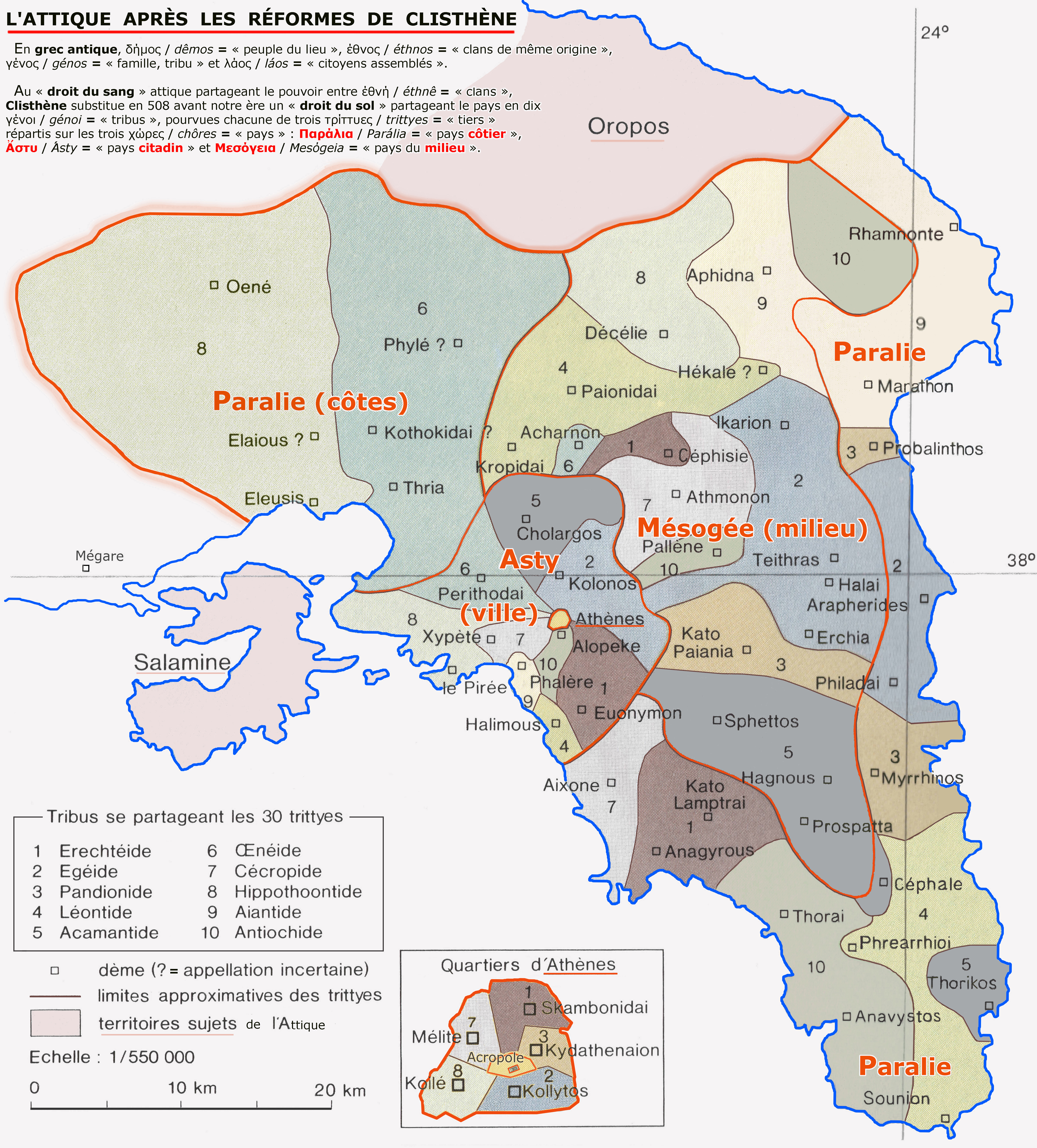
Organisation de l'Attique avec les dix "tribus", les trois "pays", les trente "trittyes" et les dèmes : les Antiochides ont les "trittyes" kaki numérotées 10.

Leur nom provient du légendaire héros Antiochos (ou Antiochus), fils d'Héraclès.